# Kurfürstendamm
De Kurfürstendamm (Keurvorstendam) is de grootste winkelboulevard in Berlijn. De straat is breed opgezet met gescheiden rijbanen en een groenstrook middenin (voormalige trambaan). De winkelstraat is gelegen in het stadsdeel Charlottenburg.

## Geschiedenis
De geschiedenis van de Kurfürstendamm begint in de 16e eeuw, toen de route werd benut als verbindingsweg van het stadsslot van Berlijn naar het Jachtslot van de keurvorst in het Grunewald.
In die tijd stelde de weg niet zoveel voor, de huidige boulevard ontstond dan ook pas in de tijd van kanselier Otto von Bismarck. Hij wilde een straat met de allure van de Parijse Champs Elysées in Berlijn en de Ku'damm (zoals hij in de volksmond heet) moest mooier en eleganter worden dan de historische straat Unter den Linden. In 1875 gaf Keizer Wilhelm I de opdracht de Kurfürstendamm aan te leggen. Sindsdien heeft de Kurfürstendamm zijn huidige breedte van 53 meter. In 1886 reed er voor het eerst een stoomtram op de Kurfürstendamm vanaf station Zoologischer Garten. Aan het begin van de twintigste eeuw ontstond levendig commercieel en cultureel centrum in het Neuer Westen rond de Kurfürstendamm en de Tauentzienstraße, waar zich het Kaufhaus des Westens vestigde. Tijdens de deling van Berlijn in een oostelijk en westelijk deel, werd de boulevard het centrum van West-Berlijn. De wederopbouw bracht een nieuwe glans.

## Bezienswaardigheden

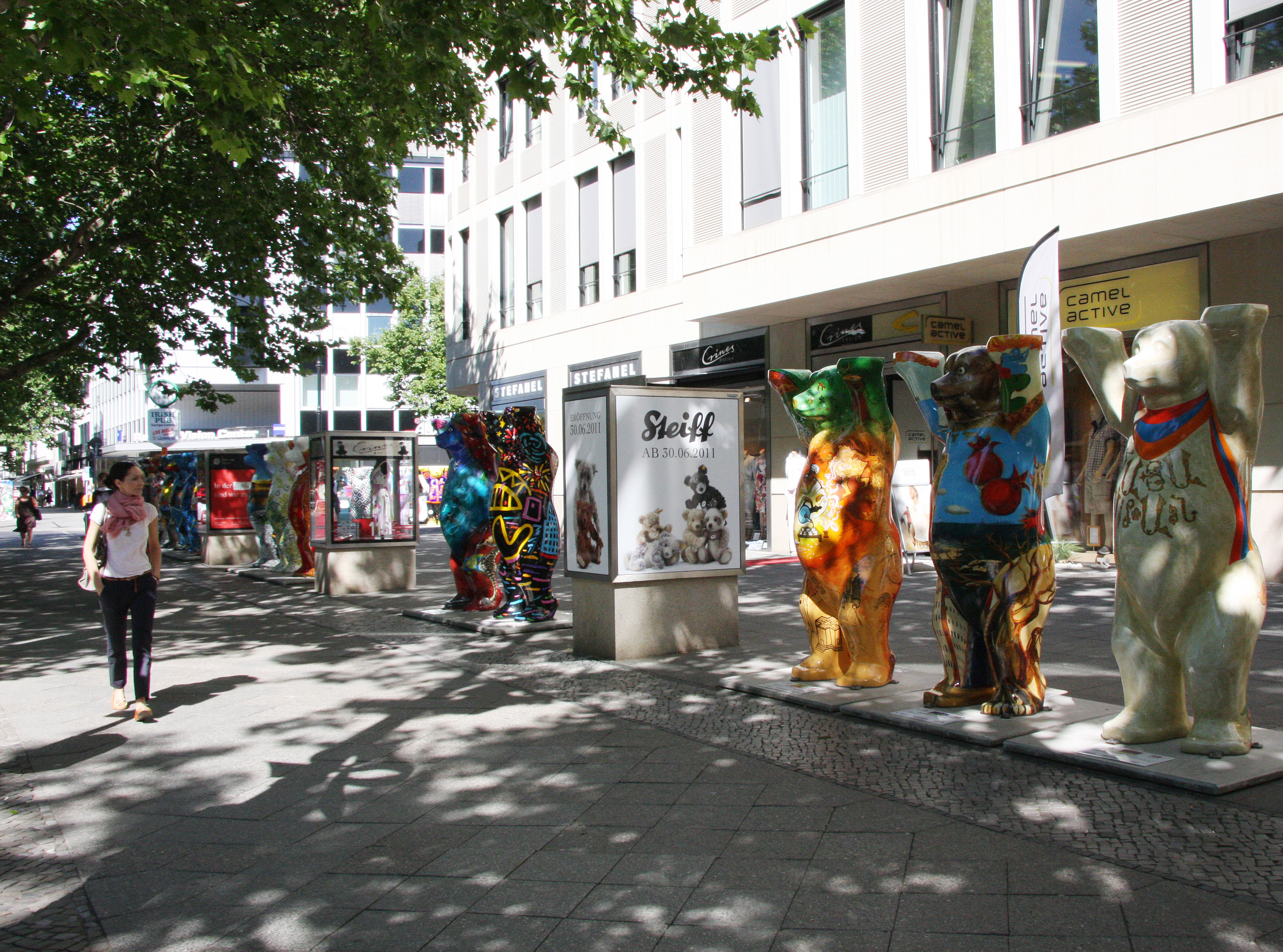
Kurfürstendamm met United Buddy Bears, 2011.

Blikvanger is de Kaiser-Wilhelm-Gedächtniskirche op de Breitscheidplatz, aan het einde van de Kurfürstendamm. Tot het uitgebreide winkelaanbod warenhuizen als Wertheim en vestigingen van diverse grote modehuizen. Het wereldberoemde KaDeWe ligt in het verlengde van de Kurfürstendamm, in de Tauentzienstraße. Verschillende bustochten hebben de Kurfürstendamm als beginpunt voor een rondrit door Berlijn.

## Horeca
Langs de Kurfürstendamm en zijstraten als de Fasanenstraße, de Meinekestraße, de Bleibtreustraße, en de Wielandstraße is veel horeca gelegen. Er zijn talloze hotels, pensions, bars en restaurants te vinden, die onder andere veel toeristen trekken.

## Openbaar vervoer
Via de Kurfürstendamm rijden veel bussen van het nabijgelegen station Zoo naar het westen van de stad. Onder het oostelijke deel van de Kurfürstendamm loopt metrolijn U1, met de stations Kurfürstendamm (tevens U9) en het eindpunt Uhlandstraße. Verlenging van deze lijn naar station Adenauerplatz, aan het eind van het centrale deel van de Ku'damm, is al jarenlang gepland.